# Nita Strauss
Nita Strauss (Los Angeles, 7 dicembre 1986) è una musicista statunitense.

## Biografia
Meglio nota per aver militato nel gruppo di Alice Cooper dal 2014 al 2022 e poi nuovamente dal 2023, nell'"Holy Fvck Tour" di Demi Lovato nel 2022 e per la propria carriera di successo come artista solista. Uno dei suoi antenati dalla parte di padre è il compositore austriaco Johann Strauss.

## Discografia

### Album in studio
- 2018 - Controlled Chaos
- 2023 - The Call of the Void